# Tour de France 1951
38. Tour de France – rozpoczął się 4 lipca w Metz, a zakończył 29 lipca 1951 roku w Paryżu. Wcześniej tylko w 1926 roku Tour de France rozpoczął się w innym mieście niż Paryż. W klasyfikacji generalnej zwyciężył Szwajcar Hugo Koblet, w klasyfikacji górskiej wygrał Francuz Raphaël Géminiani, a w klasyfikacji drużynowej najlepsza okazała się Francja.

## Drużyny
- Szwajcaria
- Włochy
- Belgia
- Francja
- Luksemburg
- Holandia
- Hiszpania
- Paris
- Île-de-France
- Est/Sud-Est
- Ouest/Sud-Ouest
- Afryka Północna

## Etapy
| Etap | Data     | Trasa                                 | Dystans   | Zwycięzca         | Lider wyścigu     |
| ---- | -------- | ------------------------------------- | --------- | ----------------- | ----------------- |
| 1    | 4 lipca  | Metz – Reims                          | 185 km    | Giovanni Rossi    | Giovanni Rossi    |
| 2    | 5 lipca  | Reims – Gandawa                       | 228 km    | Jean Diederich    | Jean Diederich    |
| 3    | 6 lipca  | Gandawa – Le Tréport                  | 219 km    | Georges Meunier   | Jean Diederich    |
| 4    | 7 lipca  | Le Tréport – Paryż                    | 188 km    | Roger Lévêque     | Jean Diederich    |
| 5    | 8 lipca  | Paryż – Caen                          | 215 km    | Serafino Biagioni | Serafino Biagioni |
| 6    | 9 lipca  | Caen – Rennes                         | 182 km    | Édouard Muller    | Roger Lévêque     |
| 7    | 10 lipca | La Guerche-de-Bretagne – Angers       | ITT 85 km | Hugo Koblet       | Roger Lévêque     |
| 8    | 11 lipca | Angers – Limoges                      | 241 km    | André Rosseel     | Roger Lévêque     |
| 9    | 13 lipca | Limoges – Clermont-Ferrand            | 236 km    | Raphaël Géminiani | Roger Lévêque     |
| 10   | 14 lipca | Clermont-Ferrand – Brive-la-Gaillarde | 216 km    | Bernardo Ruiz     | Roger Lévêque     |
| 11   | 15 lipca | Brive-la-Gaillarde – Agen             | 177 km    | Hugo Koblet       | Roger Lévêque     |
| 12   | 16 lipca | Agen – Dax                            | 185 km    | Wim van Est       | Wim van Est       |
| 13   | 17 lipca | Dax – Tarbes                          | 201 km    | Serafino Biagioni | Gilbert Bauvin    |
| 14   | 18 lipca | Tarbes – Luchon                       | 142 km    | Hugo Koblet       | Hugo Koblet       |
| 15   | 19 lipca | Luchon – Carcassonne                  | 213 km    | André Rosseel     | Hugo Koblet       |
| 16   | 20 lipca | Carcassonne – Montpellier             | 192 km    | Hugo Koblet       | Hugo Koblet       |
| 17   | 22 lipca | Montpellier – Awinion                 | 224 km    | Louison Bobet     | Hugo Koblet       |
| 18   | 23 lipca | Awinion – Marsylia                    | 173 km    | Fiorenzo Magni    | Hugo Koblet       |
| 19   | 24 lipca | Marsylia – Gap                        | 208 km    | Armand Baeyens    | Hugo Koblet       |
| 20   | 25 lipca | Gap – Briançon                        | 165 km    | Fausto Coppi      | Hugo Koblet       |
| 21   | 26 lipca | Briançon – Aix-les-Bains              | 201 km    | Bernardo Ruiz     | Hugo Koblet       |
| 22   | 27 lipca | Aix-les-Bains – Genewa                | ITT 97 km | Hugo Koblet       | Hugo Koblet       |
| 23   | 28 lipca | Genewa – Dijon                        | 197 km    | Germain Derycke   | Hugo Koblet       |
| 24   | 29 lipca | Dijon – Paryż                         | 322 km    | Adolphe Deledda   | Hugo Koblet       |

## Liderzy klasyfikacji po etapach
| Etap                 | Zwycięzca            | Klasyfikacja generalna | Klasyfikacja górska | Klasyfikacja drużynowa |
| -------------------- | -------------------- | ---------------------- | ------------------- | ---------------------- |
| 1                    | Giovanni Rossi       | Giovanni Rossi         | brak                | ?                      |
| 2                    | Jean Diederich       | Jean Diederich         | brak                | ?                      |
| 3                    | Georges Meunier      | Jean Diederich         | brak                | Luksemburg             |
| 4                    | Roger Lévêque        | Jean Diederich         | brak                | Francja                |
| 5                    | Serafino Biagioni    | Serafino Biagioni      | brak                | Włochy                 |
| 6                    | Édouard Muller       | Roger Lévêque          | brak                | ?                      |
| 7                    | Hugo Koblet          | Roger Lévêque          | brak                | Francja                |
| 8                    | André Rosseel        | Roger Lévêque          | brak                | Francja                |
| 9                    | Raphaël Géminiani    | Roger Lévêque          | Raphaël Géminiani   | Francja                |
| 10                   | Bernardo Ruiz        | Roger Lévêque          | Bernardo Ruiz       | Francja                |
| 11                   | Hugo Koblet          | Roger Lévêque          | Raphaël Géminiani   | Francja                |
| 12                   | Wim van Est          | Wim van Est            | Raphaël Géminiani   | Ouest/Sud-Ouest        |
| 13                   | Serafino Biagioni    | Gilbert Bauvin         | Raphaël Géminiani   | ?                      |
| 14                   | Hugo Koblet          | Hugo Koblet            | Raphaël Géminiani   | Francja                |
| 15                   | André Rosseel        | Hugo Koblet            | Raphaël Géminiani   | Francja                |
| 16                   | Hugo Koblet          | Hugo Koblet            | Raphaël Géminiani   | Francja                |
| 17                   | Louison Bobet        | Hugo Koblet            | Raphaël Géminiani   | Francja                |
| 18                   | Fiorenzo Magni       | Hugo Koblet            | Raphaël Géminiani   | Francja                |
| 19                   | Armand Baeyens       | Hugo Koblet            | Raphaël Géminiani   | Francja                |
| 20                   | Fausto Coppi         | Hugo Koblet            | Raphaël Géminiani   | Francja                |
| 21                   | Bernardo Ruiz        | Hugo Koblet            | Raphaël Géminiani   | Francja                |
| 22                   | Hugo Koblet          | Hugo Koblet            | Raphaël Géminiani   | Francja                |
| 23                   | Germain Derycke      | Hugo Koblet            | Raphaël Géminiani   | Francja                |
| 24                   | Adolphe Deledda      | Hugo Koblet            | Raphaël Géminiani   | Francja                |
| Klasyfikacja końcowa | Klasyfikacja końcowa | Hugo Koblet            | Raphaël Géminiani   | Francja                |

## Klasyfikacje
|     | Zawodnik          | Zespół       | Czas         |
| --- | ----------------- | ------------ | ------------ |
| 1.  | Hugo Koblet       | Szwajcaria   | 142h 20' 14" |
| 2.  | Raphaël Géminiani | Francja      | +22' 00"     |
| 3.  | Lucien Lazaridès  | Francja      | +24' 16"     |
| 4.  | Gino Bartali      | Włochy       | +29' 09"     |
| 5.  | Stan Ockers       | Belgia       | +32' 53"     |
| 6.  | Pierre Barbotin   | Francja      | +36' 40"     |
| 7.  | Fiorenzo Magni    | Włochy       | +39' 14"     |
| 8.  | Gilbert Bauvin    | Est/Sud-Eest | +45' 53"     |
| 9.  | Bernardo Ruiz     | Hiszpania    | +45' 55"     |
| 10. | Fausto Coppi      | Włochy       | +46' 51"     |

|    | Zawodnik          | Zespół     | Punkty |
| -- | ----------------- | ---------- | ------ |
| 1. | Raphaël Géminiani | Francja    | 66     |
| 2. | Gino Bartali      | Włochy     | 59     |
| 3. | Fausto Coppi      | Włochy     | 41     |
| 3. | Bernardo Ruiz     | Hiszpania  | 41     |
| 3. | Hugo Koblet       | Szwajcaria | 41     |

### Drużynowa
| Poz. | Kraj            | Czas         |
| ---- | --------------- | ------------ |
| 1.   | Francja         | 426h 47' 36" |
| 2.   | Belgia          | +44' 37"     |
| 3.   | Włochy          | +1h 22' 16"  |
| 4.   | Est/Sud-East    | +1h 48' 00"  |
| 5.   | Ouest/Sud-Ouest | +2h 15' 38"  |